# Marguerite Ledoux
Pour les articles homonymes, voir Ledoux.
Marguerite Ledoux est une nageuse française née en 1906 et morte en 1963,.

## Carrière
Elle est membre de l'équipe de France aux Jeux olympiques d'été de 1928 et termine notamment cinquième de la finale du 4x100 mètres nage libre.
Elle a été championne de France de natation sur 100 mètres nage libre en 1927, sur 400 mètres nage libre en 1926, 1927 et 1928 et sur 1 000 mètres nage libre en 1926. Elle est aussi championne de France de grand fond nage libre en 1926 et en 1928, remportant lors de ces deux années l'épreuve de la Traversée de Paris.
Elle est la sœur d'Albertine Ledoux.

## Liens externes

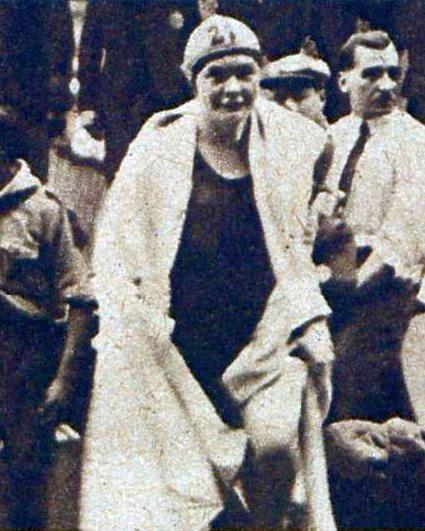
Marguerite Ledoux, victorieuse de la Traversée de Paris à la nage en 1928.